# Búč
Búč (in ungherese Búcs) è un comune della Slovacchia facente parte del distretto di Komárno, nella regione di Nitra.